# Corema album
Corema album (L.) D. Don, 1830 (in francese camarine, in portoghese camarinha o camarinheira, in spagnolo caramiña o camariña) è una pianta perenne appartenente alla famiglia delle Ericacee.

## Descrizione

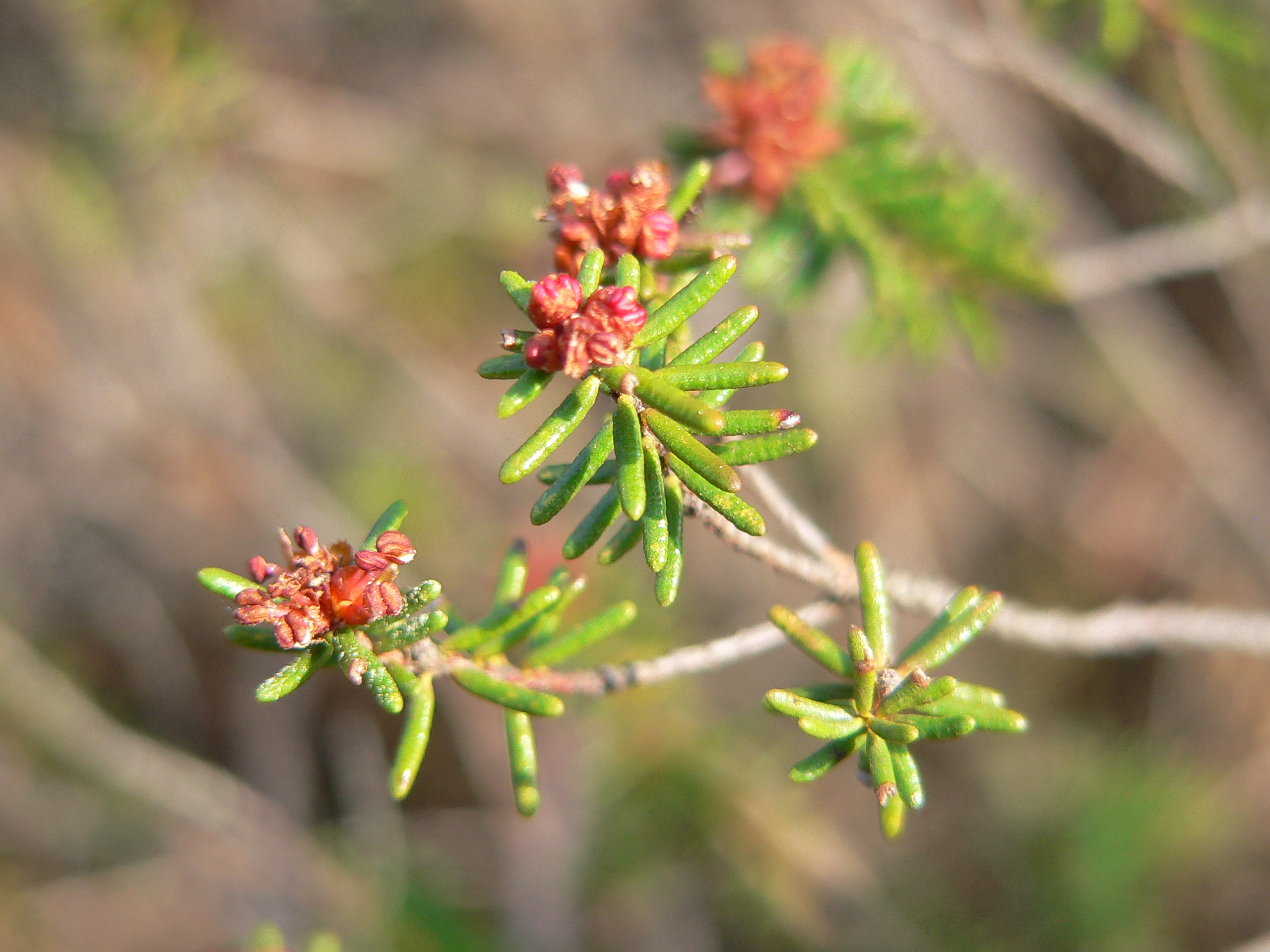
Fiori di Corema album

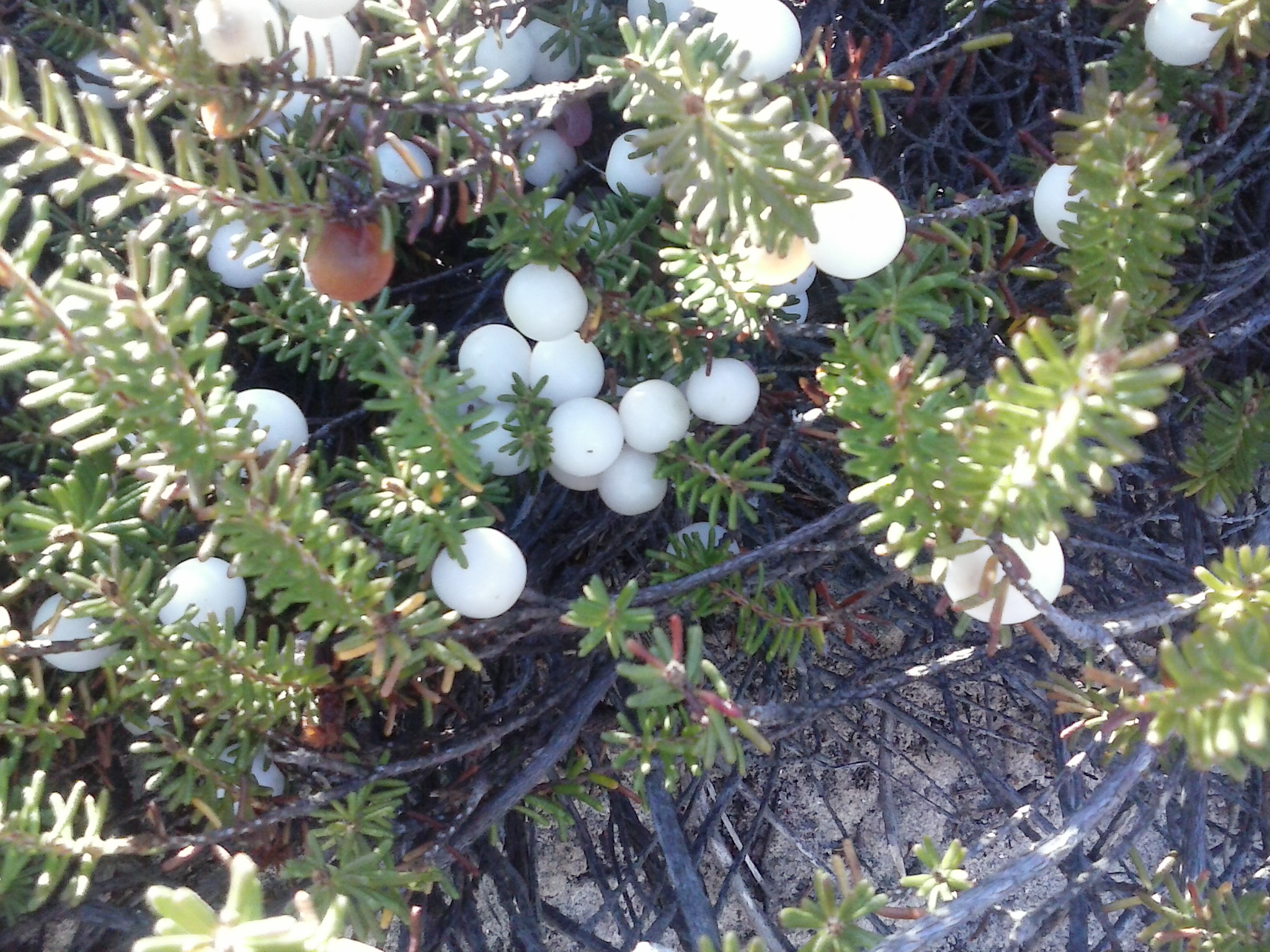
Frutti di camarinha

La camariña è una specie dioica perenne che può raggiungere il metro di altezza, anche se abitualmente mantiene dimensioni minori; in Aquitania ad esempio solitamente si mantiene tra i 30 a 70 cm di altezza.
Le foglie sono verdi scure, con forma aghiforme, sono lunghe 6–10 mm e si dispongono a verticillo. Le più giovani sono di tipo glanduloso, ma con il tempo diventano lisce e di colore verde brillante. I rami emanano un odore simile a quello del miele.
I fiori sono rossi sia negli esemplari di sesso maschile che in quelli di sesso femminile e si raggruppano in capolini apicali. In Portogallo la fioritura avviene tra marzo e maggio, mentre in Galizia normalmente comincia verso fine marzo e può protrarsi fino alla fine di aprile.
I frutti sono piccole bacche (o più correttamente drupe) che ricordano quelle del ribes, dal sapore acidulo e di un diametro compreso tra i 6 e gli 8 mm. In Portogallo e in Aquitania sono di solito di colore bianco, mentre in Galizia possono apparire lievemente rosate e ricordano quindi ancora di più i frutti del ribes. In Portogallo la maturazione è completa tra luglio e settembre, mentre in Galizia è un po' più tardiva. La disseminazione è anemocora o zoocora.

## Distribuzione e habitat

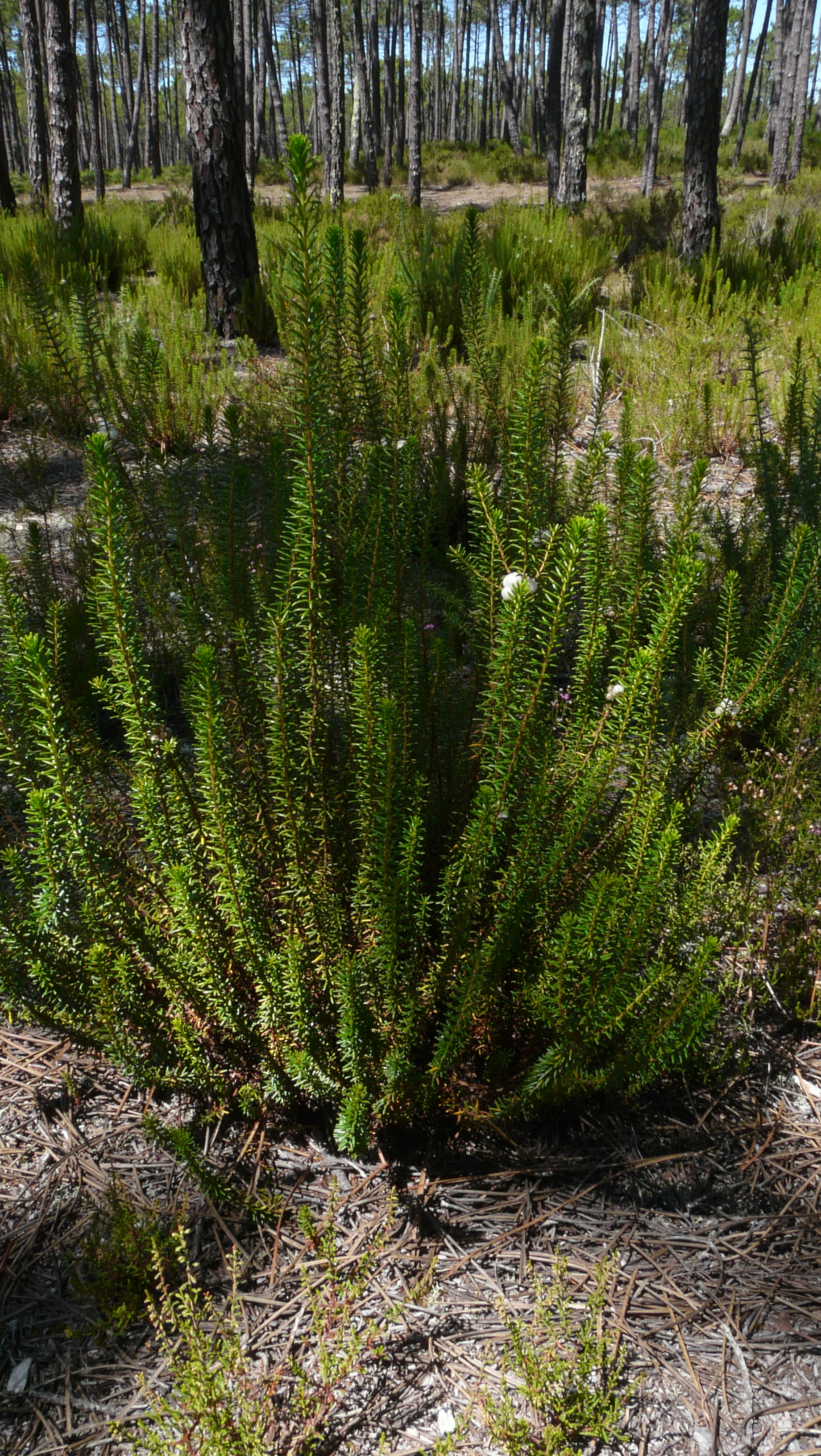
Cespugli ai margini di una pineta

Si tratta di una pianta endemica della costa atlantica della penisola iberica, diffusa da Cadice (l'estremità meridionale del suo areale è il Cabo Camarinal, nei pressi della spiaggia di Bolonia) fino alla Galizia. Una sottospecie (Corema album azorica o C. a. azoricum P.Silva) è presente nelle Isole Azzorre, dove è una specie protetta. La pianta è anche presente in Aquitania, dove però non è molto comune.
La pianta cresce sulle dune fisse o semi-fisse delle spiagge ma si adatta anche all'ambiente del sottobosco delle pinete costiere. Si tratta infatti di una specie in grado di regolare il proprio contenuto di acqua grazie a un buon controllo della traspirazione.
In passato occupava quasi tutta la zona litorale gallega. Oggi le principali popolazioni in Galizia si trovano sulle Isole Cíes, sulla spiaggia di Trece e nei pressi di Cabo Vilán (in comune di Camariñas). Come quest'ultimo toponimo anche altre località della zona presero il nome dalla pianta, come ad esempio "Puebla del Caramiñal", il che indica la grande importanza che aveva in passato. Il limite settentrionale del suo areale nella penisola iberica è costituito da alcune località nei pressi di La Coruña.
La sua forte regressione sul litorale galiziano è stata causata innanzitutto dalle manipolazioni e dalla riduzione in superficie che hanno subito le dune, ma anche dall'eccessiva raccolta delle piante per farne scope e delle sue bacche, che venivano un tempo utilizzate dai marinai per combattere la sete. Oggi le principali minacce alla sopravvivenza dei popolamenti di camariña, oltre alla riduzione dell'habitat, sono rappresentate dalla invasione di specie esotiche molto competitive come le acacie e il fico degli ottentotti, una pianta di origine sudafricana chiamata Carpobrotus edulis e che viene impiegata per stabilizzare le pendici franose. La specie viene quindi considerata seriamente minacciata.

## Tassonomia
La specie appartiene alla famiglia delle Ericacee ma in alcuni testi viene inclusa in quella delle Empetraceae.

## Usi
Le bacche, acidule, vengono raccolte a metà agosto e possono essere mangiate fresche. Possono essere trasformate in una gelatina. Un tempo stavano anche alla base della produzione di un particolare tipo di acquavite e di aceto. I rami erano usati per fare scope, e alle bacche erano attribuiti poteri febbrifughi. Viene anche utilizzata come pianta ornamentale.